# Terebridae
Terebridae (nomeadas, em inglês, auger -sing. e, em português e espanhol, terebra -sing.) é uma família de moluscos gastrópodes marinhos predadores, classificada por Otto Andreas Lowson Mörch, em 1852, e pertencente à subclasse Caenogastropoda, na ordem Neogastropoda. Sua distribuição geográfica abrange principalmente os oceanos tropicais da Terra (particularmente nas costas dos oceanos Pacífico e Índico). São cerca de 20 gêneros viventes e mais de 250 espécies conhecidas, nesta família.

## Descrição
Compreende, em sua totalidade, caramujos ou búzios de conchas em forma de torre alta, com espiral pontiaguda, longa e com numerosas voltas (em Triplostephanus triseriatus, ex Terebra triseriata, chegando a 50 voltas); com a superfície lustrosa e colorida ou de voltas finamente esculpidas e monocromáticas. As espécies do Indo-Pacífico geralmente podem atingir tamanhos superiores aos 10 centímetros de comprimento; com apenas Terebra taurina chegando a tais dimensões no Atlântico. Possuem lábio externo fino e anguloso, canal sifonal curto e opérculo córneo.

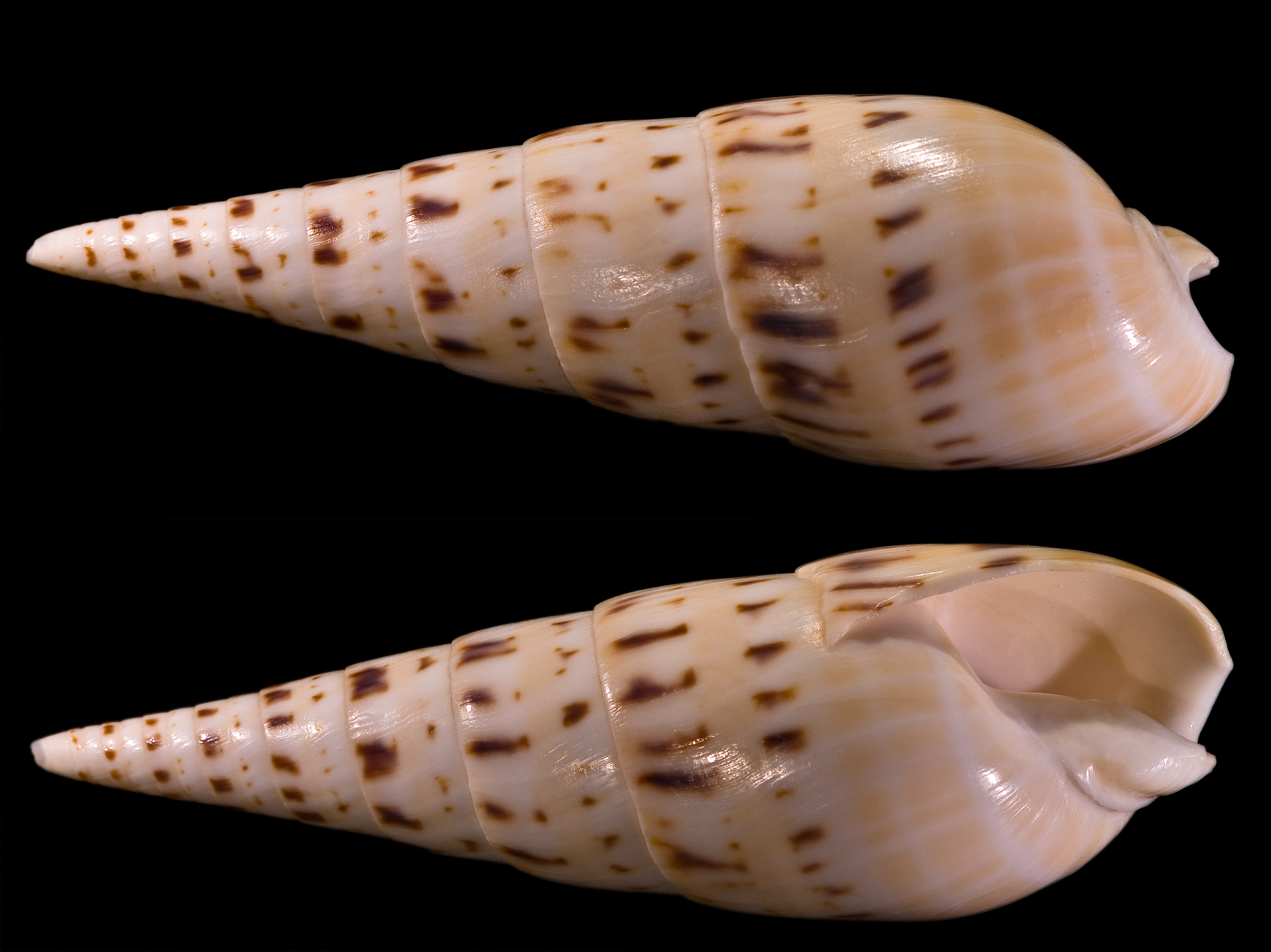
Duas vistas da concha de Oxymeris maculata (Linnaeus, 1758), ex Terebra maculata, uma das espécies do Indo-Pacífico, em habitat arenoso de águas rasas.[2] É o gigante dos Terebridae, podendo ultrapassar os 25 centímetros.

## Alimentação e habitat
Pertencendo à superfamília Conoidea e possuindo glândulas de veneno para caçar, assim como os Conus, os Terebridae não são capazes de inocular suas toxinas em humanos. Vivem enterradas sob a areia, desde a zona entremarés até mais de 1.000 metros.

## Classificação deTerebridae: gêneros viventes
De acordo com o World Register of Marine Species, suprimidos os sinônimos e gêneros extintos.
- Cinguloterebra Oyama, 1961
- Clathroterebra Oyama, 1961
- Duplicaria Dall, 1908
- Euterebra Cotton & Godfrey, 1932
- Gemmaterebra Cotton, 1952
- Granuliterebra Oyama, 1961
- Hastula H. Adams & A. Adams, 1853
- Hastulopsis Oyama, 1961
- Impages E. A. Smith, 1873
- Myurella Hinds, 1845
- Oxymeris Dall, 1903
- Pellifronia Terryn & Holford, 2008
- Perirhoe Dall, 1908
- Pristiterebra Oyama, 1961
- Strioterebrum Sacco, 1891
- Terebra Bruguière, 1789
- Terenolla Iredale, 1929
- Triplostephanus Dall, 1908